# Babyka u Potštejna
Babyka u Potštejna, také známá jako Potštejnská babyka, Babyka u Potštýna nebo Babka, byl památný strom, který uváděl ve svých spisech již Jan Evangelista Chadt-Ševětínský na přelomu 19. a 20. století.

## Základní údaje
- název: Potštejnská babyka, Babyka u Potštejna[1], Babyka u Potštýna[2], Babka[2]
- výška: 16,4 m[2]
- obvod: 314 (1907)[2], 375 cm (~1940)[1]
- věk: 300-400 let (1907)[2], 350 let (~1940)[1]

## Stav stromu a údržba
Babyku rozlámala vichřice 8. července 1940, trosky nechal její majitel, hrabě František Jindřich Dobrzenský, odstranit. Na místě zůstal jen pařez, který doporučil František Hrobař, konzervátor ochrany přírody, upravit k odpočinku, aby nahradil lavičku, která u stromu původně stála.
Na kmeni babyky byl zavěšen obrázek Madony, který po zániku přesunuli na mladší (zhruba 7 metrů vysokou) babyku. Ta zůstala na Hrobařovo doporučení zachována, neboť ještě před samotnou vichřicí předpokládal, že starý strom již nebude mít dlouhého žití a doporučil mladší - jako vhodného nástupce - nekácet.

## Historie a pověsti
Podle pověsti u babyky strašilo, takže tudy Potštejnští neradi v noci chodili.

## Další zajímavosti
Potštejnská babyka byla ve své době jednou z největších svého druhu. Chadt-Ševětínský roku 1913 uváděl ještě babyku v Jivanech (u Lomnice nad Popelkou) s obvodem 350 cm (1912), dále - jako největší živou babyku - v Horním Hlohově (Slezsko) s obvodem 350 cm (1908) a vůbec nejmohutnější byla uvedena (k roku 1913 již zaniklá) babyka u silnice z Pardubic do Sezemic s obvodem 400 cm (1910).

## Památné a významné stromy v okolí
- Hraniční buk (Potštejn)
- Horákův buk
- Svídnická borovice
- Borovice Erbenka